# Lodewijk Günther I van Schwarzburg-Rudolstadt
Lodewijk Günther I (Rudolstadt, 27 mei 1581 - aldaar, 4 november 1646) was graaf van Schwarzburg-Rudolstadt van 1630 tot 1646. Hij was een zoon van graaf Albrecht VII en diens eerste vrouw Juliana van Nassau-Dillenburg (1546-1588). Hij volgde zijn broer Karel Günther van Schwarzburg-Rudolstadt op nadat deze kinderloos was overleden.
Lodewijk Günther trouwde op 4 februari 1638 te Rudolstadt met gravin Emilie van Oldenburg-Delmenhorst (Delmenhorst 15 juni 1614 - Leutenberg 4 december 1670), dochter van graaf Anton II. Uit dit huwelijk sproten vijf kinderen:
- Sofia Juliana (Rudolstadt, 3 maart 1639 – aldaar, 14 februari 1672)
- Ludmilla Elisabeth (Rudolstadt, 7 april 1640 – aldaar, 12 maart 1672)
- Albert Anton II (Rudolstadt, 2 maart 1641 – aldaar, 15 december 1710), graaf (later vorst van Schwarzburg-Rudolstadt 1646-1710
- Christina Magdalena (Rudolstadt, 26 november 1642 – aldaar, 12 maart 1672)
- Maria Suzanna (Rudolstadt, 7 januari 1646 – aldaar, 6 oktober 1688)